# Flugzeugkollision über Nackenheim
Die Flugzeugkollision über Nackenheim war ein Zusammenstoß zweier F-16-Kampfflugzeuge (Typ F-16C 25F) am 29. Juni 1988 über dem nördlichen Ortsrand der rheinland-pfälzischen Gemeinde Nackenheim. Die beiden Flugzeuge gehörten zum 50th Tactical Fighter Wing der US Air Force und waren auf der Hahn Air Base stationiert. Es handelte sich um den neunzehnten und zwanzigsten F-16-Absturz der US Air Force in Europa.

## Hergang
Die beiden Jets simulierten in etwa 150 Metern Höhe einen sogenannten Dogfight, einen Luftkampf im Kurvenflug. Als sie von der Flugsicherung aufgefordert wurden, ihren Kurs zu ändern, drehte einer der Piloten nach rechts ab, während der andere entgegen den Anweisungen Kurs hielt. Gegen 13:30 Uhr und bei einer Geschwindigkeit von 800 oder 900 km/h kollidierten die Flugzeuge an den Tragflächen, explodierten und stürzten auf ein Feld im Bereich des heutigen Aldi-Marktes am Ortsrand von Bodenheim. Teile fielen auf die B9-Zubringerstraße L413. Einer der beiden Piloten (Captain Mike Crandall) starb, der andere (Captain Bob McCormack) konnte sich per Schleudersitz retten und wurde schwer verletzt in einem Getreidefeld aufgefunden. Hätte sich der Zusammenstoß eine Sekunde früher ereignet, wären die Flugzeuge laut Chronik der Bodenheimer Feuerwehr im Bereich der Nackenheimer Schule niedergegangen, eine Sekunde später im Gewerbegebiet von Bodenheim.

## Untersuchung und Folgen
Der Flugunfall – es war der dritte und vierte F-16-Absturz innerhalb dreier Monate – löste bundesweit politische Diskussionen über die Tiefflüge von Militärflugzeugen über bewohntem Gebiet aus. Die Untersuchung des Unfalls ergab, dass Mike Crandall bereits seit 18 Stunden im Dienst war, in diesem Zeitraum mehrere Flüge absolviert hatte und übermüdet war. Der dafür verantwortliche Staffelkapitän verlor seinen Posten. Bob McCormack arbeitete nach seiner Genesung für Continental Airlines.